# 1956 في التلفزيون البريطاني
هذه قائمة بالأحداث المتعلقة التي حدثت بالتلفزيون البريطاني منذ عام 1956.

## الأحداث

### يناير
- لا أحداث.

### فبراير
- 17 فبراير - أصبح The Midlands أول جزء من المملكة المتحدة خارج لندن يتلقى ITV ، عندما تبدأ ATV Midlands بث امتيازها خلال أيام الأسبوع. يظهر امتياز نهاية الأسبوع، ABC ، في اليوم التالي.

### مارس
- 28 مارس - بدأ البث التلفزيوني من موقع كريستال بالاس الجديد في جنوب لندن

### أبريل
- 28 أبريل – فيلم جون فورد الغربي Stagecoach (1939)، بطولة جون واين، لأول مرة على تلفزيون بي بي سي. تم عرض الفيلم مرة أخرى في 24 ديسمبر كجزء من قائمة عيد الميلاد على قناة BBC TV

### مايو
- 3 مايو - بدأ تلفزيون غرناطة البث، ووسع تغطية قناة ITV إلى شمال إنجلترا، لكنه بدأ البث عبر يوركشاير (جزء من منطقة غرناطة حتى عام 1968) في أواخر الخريف. يبدأ امتياز عطلة نهاية الأسبوع ABC بعد يومين.
- 10 مايو – أول ظهور تلفزيوني بريطاني لفيلم Gunsmoke باعتباره قانون السلاح ، على قناة ITV سيتم تشغيل البرنامج التلفزيوني لمدة 20 عامًا على ITV قبل الانتقال إلى قنوات أخرى.

### يونيو
- لا أحداث.

### يوليو
- 6 يوليو - عرض نصف ساعة Hancock لأول مرة على تلفزيون بي بي سي.
- 8 يوليو - بدأت سلسلة الدراما المختارة المسرحية ، التي أنتجتها ABC Television لشبكة ITV ، تشغيلها (حتى 1974).[1]

### أغسطس
- لا أحداث.

### سبتمبر
- 15 سبتمبر - ظهور مغامرات السير لانسلوت على قناة ITV. بعد بيعه لشبكة NBC في الولايات المتحدة، أصبح لاحقًا أول مسلسل تلفزيوني بريطاني على الإطلاق يتم إنتاجه بالألوان. لن يتم العرض الأول في الولايات المتحدة إلا بعد 9 أيام في 24 سبتمبر 1956.

### أكتوبر
- لا أحداث.

### نوفمبر
- لا أحداث.

### ديسمبر
- 25 ديسمبر – تشمل أبرز الأحداث في يوم عيد الميلاد الظهور الأول للتلفزيون البريطاني The Lone Ranger على تلفزيون بي بي سي.

### مجهول
- يتم بث أفلام اختبار التجارة الملونة لأول مرة على تلفزيون بي بي سي

## لأول مرة

### خدمة تلفزيون بي بي سي / بي بي سي تي في
- 12 يناير - بدقة TT (1956)
- 21 يناير - حكايات من سوهو (1956)
- 21 فبراير - ناثانيال تيتلارك (1956)
- 24 فبراير - جين اير (1956)
- 10 مارس - صديقي تشارلز (1956)
- 29 مارس - عرض فرقة بيلي قطن (1956-1968)
- 5 أبريل - الصليب المزدوج (1956)
- 15 أبريل - ريكس ميليغان (1956)
- 21 أبريل - فرصة قتل (1956)
- 7 مايو - مغامرات الرجل الكبير (1956)
- 4 يوليو - أبيجيل وروجر (1956)
- 6 يوليو - نصف ساعة هانكوك (1956-1961)
- 21 أغسطس - The Black Tulip (1956)
- 25 أغسطس - بيل رادفورد: مراسل (1956)
- 28 سبتمبر - ديفيد كوبرفيلد (1956)
- 4 أكتوبر - Whack-O! (1956–1960 ، 1971–1972)
- 6 أكتوبر - بوتس إن باروفيا (1956)
- 20 أكتوبر - الرجل الآخر (1956)
- 28 أكتوبر -
  - مخطوف (1956)
  - ملائكة التسجيل (1956)
- 10 نوفمبر - إيفانز أبود (1956)
- 1 ديسمبر - جريمة القرن (1956)
- 28 ديسمبر - فانيتي فير (1956-1957)
- غير معروف - مسابقة الأغنية الأوروبية (1956-2019)

### آي تي في
- 6 كانون الثاني (يناير) - هذا الأسبوع (1956-1978 ، 1986-1992)
- 16 فبراير - زمن ألفريد ماركس (1956-1961)
- 20 فبراير - كونت مونت كريستو (1956)
- 2 مارس - لست منزعجًا (1956)
- 27 أبريل - عرض توني هانكوك (1956-1957)
- 10 مايو –</img> GUNSMOKE (1955 – 1975)
- 2 مايو - عرض يسمى فريد (1956)
- 11 مايو - أنا وأختي (1956)
- 9 يونيو - هؤلاء الأطفال (1956)
- 20 يونيو - الفرصة تقرع (1956-1978 ، 1987-1990)
- 8 يوليو - مسرح الكرسي (1956-1980)
- 20 يوليو - أنا وزوجي (1956)
- 31 يوليو - The Crimson Ramblers (1956)
- 15 سبتمبر - العالم الغريب للكوكب X (1956)
- 15 سبتمبر - مغامرات السير لانسلوت (1956-1957)
- 16 سبتمبر - القراصنة (1956-1957)
- 17 سبتمبر - مغامرات آجي (1956-1957)
- 17 سبتمبر - بحار الحظ (1956-1958)
- 17 سبتمبر - ابن فريد (1956)
- 18 سبتمبر - أخت زوجتي (1956)
- 20 سبتمبر - إلى ويليام (1956)
- 21 سبتمبر - الفيلق الأجنبي (1956)
- 3 نوفمبر - الدكتور جيكل والسيد هايد (1956)
- 5 تشرين الثاني (نوفمبر) - ماذا تقول الأوراق (1956-2008)
- 1 ديسمبر - مسرح إيرول فلين (1956-1957)
- 15 ديسمبر - The Trollenberg Terror (1956)
- 24 ديسمبر - بويد كيو سي (1956-1964)
- 31 ديسمبر - رائع للقطط (1956-1961)

## البرامج التلفزيونية المستمرة

### عشرينيات القرن الماضي
- بي بي سي ويمبلدون (1927-1939، 1946-2019، 2021-2024)

### الثلاثينيات
- سباق القوارب (1938-1939، 1946-2019)
- بي بي سي للكريكيت (1939، 1946-1999، 2020-2024)

### الأربعينيات
- تعال للرقص (1949-1998)

### الخمسينيات
- آندي باندي (1950–1970، 2002-2005)
- ما هو خط بلدي؟ (1951-1963)
- رجال أصيص الزهور (1952-1958، 2001-2002)
- شاهد مع الأم (1952–1973)
- ذا أبلياردز (1952-1957)
- كل ما يخصك (1952-1961)
- راغ وتاج وبوبتيل (1953-1965)
- الأيام الخوالي (1953-1983)
- بانوراما (1953 حتى الآن)
- عائلة غروف (1954-1957)
- حديقة الحيوان كويست (1954-1963)
- وودنتوبس (1955-1958)
- مغامرات روبن هود (1955-1960)
- كتاب مصور (1955-1965)
- ليلة الأحد في بلاديوم لندن (1955-1967، 1973-1974)
- اختر ما تريد (1955-1968، 1992-1998)
- ضاعف نقودك (1955-1968)
- ديكسون دوك جرين (1955-1976)
- ممتاز جدا (1955-1984، 2020 إلى الوقت الحاضر)

## إنتهت في عام 1956
- فابيان أوف ذا يارد (1954-1956)

## المواليد
- 6 يناير - أنجوس دييتون، ممثل ومقدم برامج تلفزيونية
- 9 يناير - إميلدا ستونتون، ممثلة
- 8 فبراير - ريتشارد شارب، مصرفي ورئيس هيئة الإذاعة البريطانية
- 14 فبراير - توم وات، مذيع إذاعي وصحفي وممثل
- 11 مارس - هيلين رولاسون، صحفية رياضية ومقدمة برامج تلفزيونية (توفيت عام 1999)
- 19 أبريل - سو باركر، لاعبة تنس ومقدمة برامج تلفزيونية
- 26 أبريل - كو ستارك، ممثلة
- 13 مايو - ريتشارد مادلي، مقدم برامج تلفزيونية
- 28 مايو - جولي بيسجود، ممثلة ومؤلفة ومقدمة برامج تلفزيونية
- 1 يونيو - لويز بلورايت، ممثلة (توفيت 2016) [2]
- 10 أكتوبر - أماندا بيرتون، ممثلة
- 30 أكتوبر - جولييت ستيفنسون، ممثلة
- 28 نوفمبر - لوسي جوتريدج، ممثلة
- 7 كانون الأول - آنا سوبري، صحفية تلفزيونية ومحامية وسياسية